# Rue Eugène-Poubelle
Pour les articles homonymes, voir Poubelle (homonymie).
La rue Eugène-Poubelle est une voie du 16e arrondissement de Paris, en France. Petite impasse proche de la Seine, elle présente la particularité de n'avoir qu'un unique numéro, le 2. 

## Situation et accès

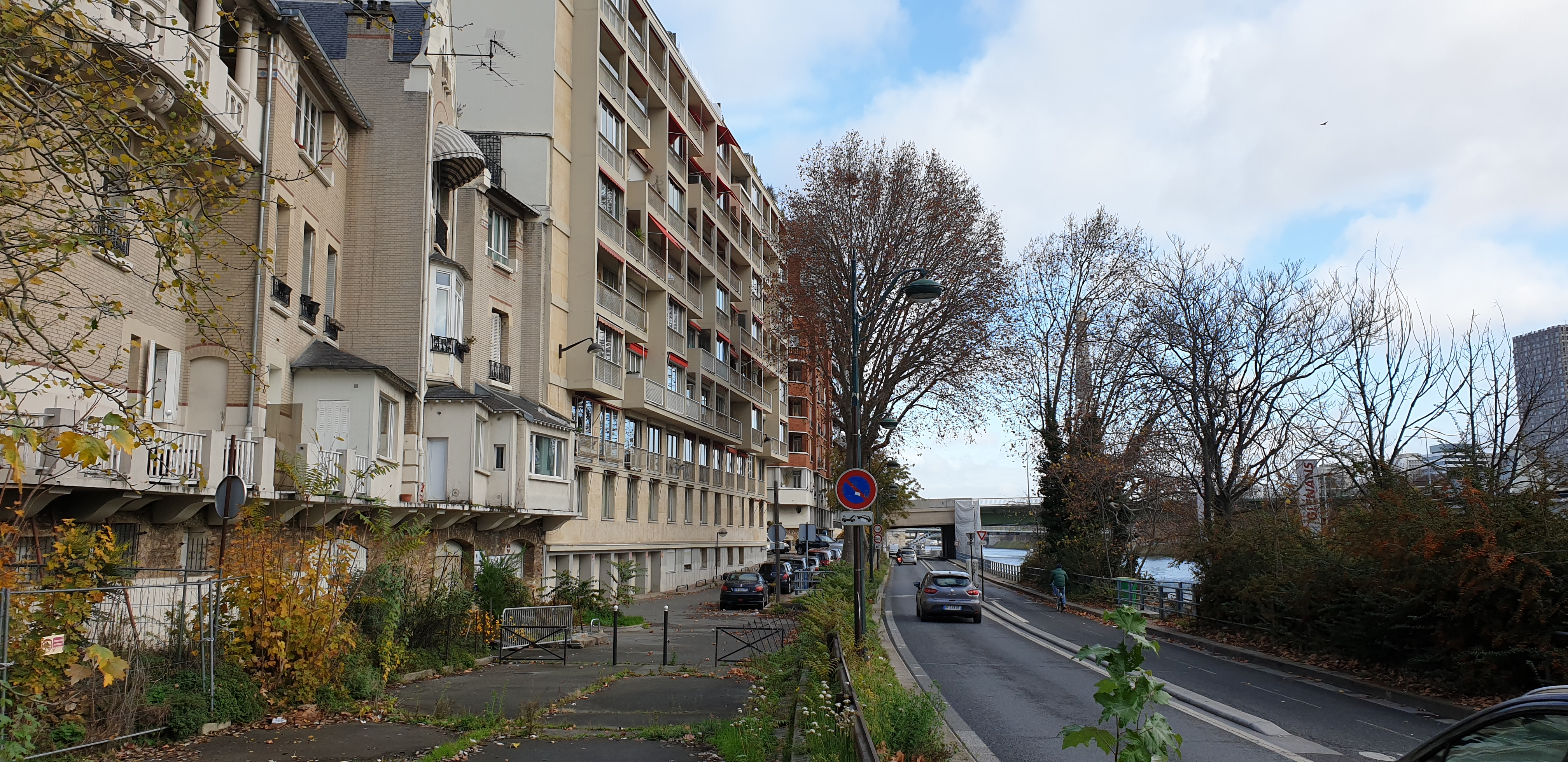
Bas de la rue, le long de la voie Georges-Pompidou avec en arrière plan le pont de Grenelle.

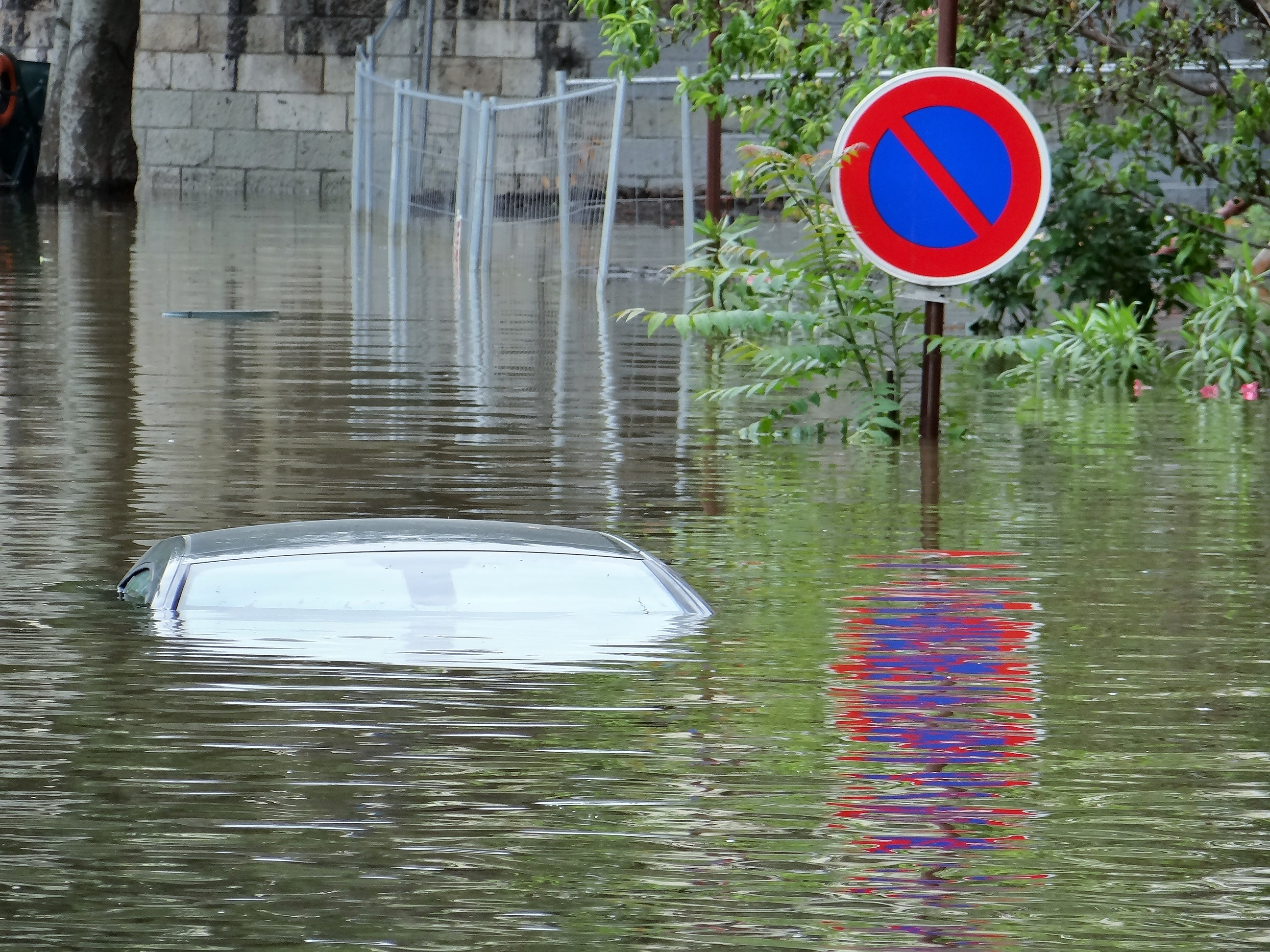
Inondation de la rue en juin 2016.

La rue est située dans le 16e arrondissement de Paris, presque en bord de Seine, non loin du pont de Grenelle. Impasse avec une forme de L inversé, elle descend sur un axe nord-ouest/sud-est sur une trentaine de mètres. Son début se trouve au début de l'avenue de Versailles et après un grand îlot urbain non bâti, elle croise la descente du quai Louis-Blériot puis au droit de la voie Georges-Pompidou bifurque à angle droit dans un sens nord-est/sud-ouest en longeant cette dernière. 
La rue permet l'accès à l'unique bâtiment ouvrant sur celle-ci, le no 2, et aux garages de bâtiments du quai Louis-Blériot : le grand immeuble au no 15 et les trois  maisons de ville au nos 17. Elle permet aussi un accès cycliste à la piste cyclable de la voie Georges-Pompidou et un accès piéton, via un passage souterrain, au ponton du centre nautique des Glénans, amarré quai Louis-Blériot.

## Origine du nom
La rue rend hommage à Eugène Poubelle (1831-1907) qui fut préfet du département de la Seine pendant plus de douze ans, de 1883 à 1896.

## Historique
La rue a été ouverte en 1907 par la ville de Paris. Elle prend son nom en mars 1933 et est numérotée en juillet de cette année.

## Bâtiments remarquables et lieux de mémoire
Au no 2 se trouve le seul bâtiment numéroté et ouvrant sur la rue ; il est à l'angle du quai Louis-Blériot. Ont vécu dans cet immeuble :
- L'écrivain, poète et ethnologue Michel Leiris (1901-1990). Il y abritera aux premières années de l'Occupation l'ethnologue d'origine juive russe Deborah Lifchitz et y organisera la première lecture de la pièce de Picasso Le Désir attrapé par la queue[2].  ;
- Le poète Jules Supervielle (1884 -1960), une plaque commémorative, inaugurée en 2000 par le maire de l'arrondissement Pierre-Christian Taittinger rappelle qu'il y a vécu les dernières années de sa vie, de 1953 à 1960[3].

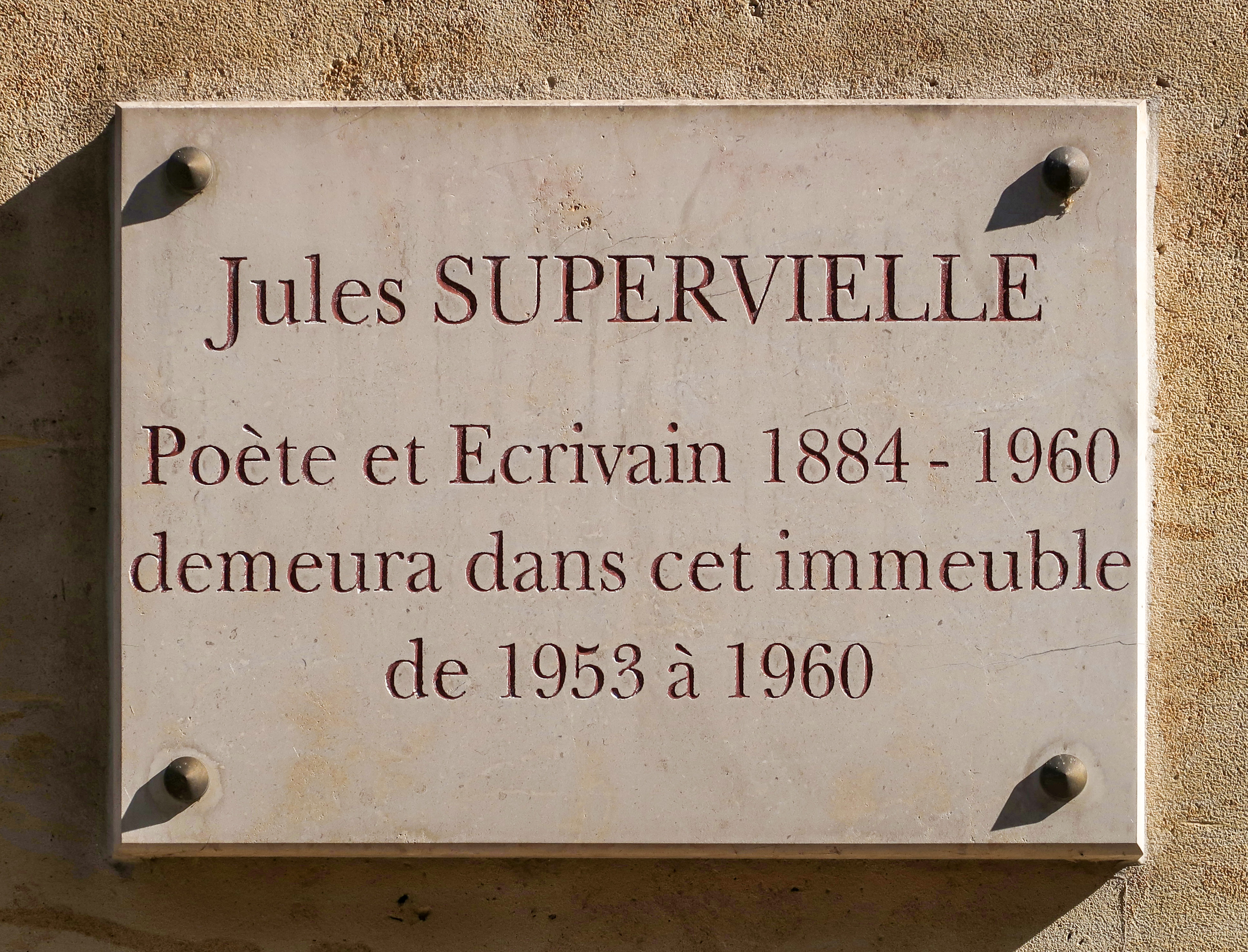
Plaque côté quai Louis-Blériot.

## La rue au cinéma
Dans l'immeuble du no 2, a été tournée une scène du film Peur sur la ville (1975) d'Henri Verneuil : le commissaire Letellier (Jean-Paul Belmondo) et son adjoint l'inspecteur Charles Moissac (Charles Denner) blessent et arrêtent chez lui Julio Cortes (Henri-Jacques Huet), qu'ils soupçonnent alors du meurtre de sa maîtresse retrouvée défenestrée. La scène où Belmondo passe par l'extérieur pour accéder à l'appartement de Cortes est tournée au 5e étage de l'immeuble, sur la façade donnant sur la voie Georges-Pompidou et sur la Seine.  